# Comédia portuguesa
Die Comédia portuguesa, gelegentlich auch Comédia à portuguesa, ist eine Bezeichnung für das Genre der portugiesischen Filmkomödien der 1930er bis 1950er Jahre. Die Komödien spielen überwiegend in kleinbürgerlichen Milieus in traditionellen Stadtvierteln Lissabons und werden häufig von Musikdarbietungen begleitet, vorwiegend Unterhaltungsmusik, Fados oder volkstümliche Lieder.
Als erste, stilbildende Comédia portuguesa gilt „Das Lied von Lissabon“ (A Canção de Lisboa) aus dem Jahr 1933. Dieser und eine Reihe nachfolgende Filme sind bis heute populär in Portugal, und der Begriff Comédia portuguesa wurde ein zeitüberdauernd gebräuchlicher Begriff für die erfolgreichen alten Komödien des Portugiesischen Kinos.
Im Zusammenhang mit dem internationalen Musical-Boom sind inzwischen in Portugal auch die alten Lissabonner Revuen wieder populär geworden (etwa die erfolgreichen Produktionen Filipe La Férias). In Anlehnung an die historischen Vorlagen werden dabei gelegentlich auch heutige Produktionen als Comédia à portuguesa vermarktet, jedoch ist dafür im Allgemeinen der Begriff Revista à portuguesa (portugiesisch für: „Revue auf portugiesische Art“) oder auch Revista portuguesa üblich.

## Geschichte

### Anfänge

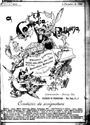
Titelseite der Zeitschrift A Comédia Portuguesa (1888). Die Satirezeitschrift nutzte den geflügelten Begriff im doppelten Sinn.

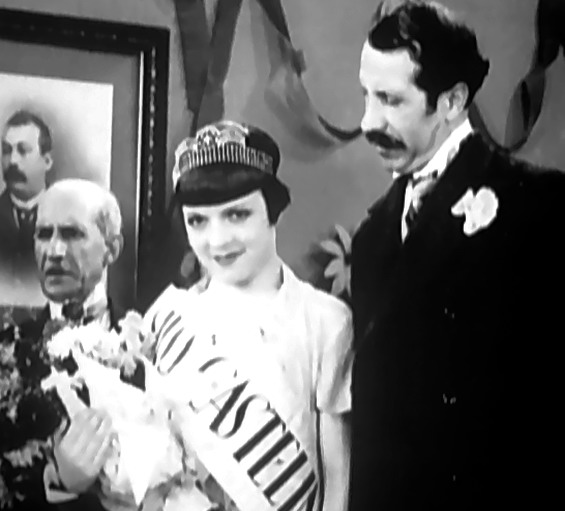
Szene aus Das Lied von Lissabon mit Beatriz Costa und António Silva. Der Film war stilprägend für die Comédia portuguesa und machte ihre Hauptdarsteller zu Filmstars.

Der Begriff wurde ursprünglich für die populären Revuen des 19. und frühen 20. Jahrhunderts in der Hauptstadt Lissabon benutzt, die in den zahlreichen Theatern der Stadt Schauspiel, Musik und Tanz zu Unterhaltungsabenden vermischten. Mit der Entwicklung des Parque Mayer ab 1918 und den dortigen Revuetheatern nahm die Popularität der Revuen weiter zu. Der Stummfilm fand in Portugal parallel dazu zunehmende Verbreitung (1896 erster Kinematograph in Portugal durch Aurélio Paz dos Reis).
Nach einem ersten, noch teilweise im Ausland entstandenen Tonfilm 1931 (A Severa von José Leitão de Barros) ermöglichten die Filmstudios der 1932 gegründeten Tóbis-Portuguesa-Filmgesellschaft eine regelmäßige Produktion nun auch von modernen Unterhaltungsfilmen in Portugal. Zur breiten Einführung des Mediums wagte sich der erfolgreiche Architekt Cottinelli Telmo, nach sporadischen Erfahrungen als Mitarbeiter bei Stummfilmen von Leitão de Barros, an die erste portugiesische Tonfilm-Produktion. Als Neuling und ohne Verflechtung mit dem damaligen Filmgeschäft, sicherte er sich die Zusammenarbeit erfolgreicher Komponisten, bedeutender Autoren und bekannter Künstler (Almada Negreiros entwarf die ansprechenden modernen Kinoplakate, der Maler Carlos Botelho assistierte der Regie u. a.), und er verpflichtete bekannte Schauspieler aus populären Revuen der Zeit, die damit meist Darsteller, Sänger und Tänzer zugleich waren. Auch das Konzept des Films lehnte sich stark an die Revuen an, mit einer Handlung, die auch von Liedern und komischen Szenen getragen wird. Der Film wurde ein großer Publikumserfolg in Portugal (und Brasilien), wurde auch im v. a. europäischen Ausland gezeigt, und machte seine Schauspieler zu Filmstars. Auch die Kritik nahm das Werk mit offenen Armen auf. Der Film diente danach als Blaupause für die künftigen Comédias portuguesas und begründete das Genre.
Die Zensur des seit 1932 fest etablierten, semi-faschistischen Estado Novo-Regimes kontrollierte und beeinflusste den Filmbetrieb, was die Produktion vor allem leichter Unterhaltungsfilme begünstigte. Zudem förderte die Propagandabehörde SNI unter ihrem filminteressierten Leiter António Ferro die Entwicklung des Massenmediums und vergab auch Filmpreise, die sich bei allen ideologischen Vorgaben dabei oft als Ausdruck kompetenter Filmkritik zeigten.

### Aufstieg und Niedergang
Die nun regelmäßig entstehenden Filme der Comédia portuguesa zielten sämtlich auf unbeschwerte Unterhaltung eines Publikums, das seit Ausbruch des Zweiten Weltkriegs 1939 unter Mängeln und Einschränkungen litt und nach zeitgemäßer Ablenkung verlangte. Das dabei unterschwellig stets vermittelte Bild eines unbeschwerten, sicheren und geordneten Portugals in einem vom Krieg verwüsteten Europa entsprach dabei den Vorstellungen der Propaganda, die Diktator Salazar als den fürsorglichen Garant für Frieden und Fortschritt in einem traditionsreichen Land propagierte, das er aus dem Krieg herausgehalten hat. In den Filmen geraten die Beteiligten häufig in Streit, verfolgen unterschiedliche Interessen oder verteidigen unterschiedliche Meinungen, finden aber am Ende stets zu einem solidarischen und friedlichen Miteinander, was auch als Parabel für eine Gesellschaft aufgefasst werden sollte, in der über leichte Meinungsverschiedenheiten hinausgehender Widerstand als schlecht und sinnlos zu gelten habe. Von Publikumsinteresse und Wohlwollen des Regimes beflügelt, entstanden nun eine Vielzahl Komödien, deren Aufbau nur selten vom Erfolgsmuster abwichen. Zu diesen relativen Ausnahmen gehören Filme wie Aldeia da Roupa Branca (1939), der überwiegend außerhalb des urbanen Lissabon spielt, und O Pai Tirano (1941), der weitgehend ohne Lieder auskommt und bis heute durch seine Dialoge und spritzigen Wortwitz überzeugt.
Anfang der 1950er Jahre änderten sich dann die Vorzeichen im portugiesischen Kino, und die Comédia portuguesa begann ihren Niedergang. Das Aufkommen des Fernsehens (Gründung der Fernsehanstalt RTP 1955) und die nachlassende Qualität der Filme bewirkten einen starken Zuschauerschwund. Die systemtreuen Schaltstellen des Filmbetriebs verhinderten eine Erneuerung des Films, und junge Regisseure wie Perdigão Queiroga und der neorealistisch beeinflusste Manuel Guimarães scheiterten an den starren Strukturen. Zudem spiegelten die wenig innovativen Drehbücher jetzt ein überholtes gesellschaftliches Bild wider, in dem sich die Bürger nicht mehr wiedererkannten. Auch von offizieller Seite kam nun Kritik an der nachlassenden Qualität, aber auch an dem, mit der zunehmenden Banalität der Stoffe nachlassenden, Moralismus der Filme (zu nennen insbesondere die vielzitierte Rede Ferros bei der Verleihung der SNI-Filmpreise 1947, in der er die neu entstehenden Filme zunehmend von einer Mentalität gekennzeichnet sah, die „grob, schäbig und vulgär“ sei). Der zumindest einigermaßen mit nennenswertem Publikumszuspruch bedachte Film Rosa de Alfama (1953) von Henrique Campos, mit seiner Mischung aus Melodram, Komödie und Musikfilm, kann als letzter halbwegs erfolgreicher Film seines Genres gelten.
Mit dem Aufkommen des Farbfilms wurde dann eine Wiederbelebung des Genres versucht. Nachdem die erste portugiesische Farbproduktion 1958, Sangue Toureiro, trotz publikumswirksamer Besetzung an der Kinokasse scheiterte, versuchte Manuel Guimarães im selben Jahr dann eine Fortführung der Comédia portuguesa im anbrechenden Zeitalter des Farbfilms. A Costureirinha da Sé wurde sein kommerziellster, künstlerisch anspruchslosester Film, und sollte durch einen Erfolg seine weitere, durch die Zensur stark behinderte Karriere ermöglichen. Doch der Film fand keinen größeren Zuspruch an der Kinokasse, zu sehr hatte sich das Publikum bereits vom portugiesischen Film entfernt. So kann A Costureirinha da Sé als markantester Schlusspunkt der Comédia portuguesa gelten. Es erschienen danach noch einige Komödien, die sich grob der Comédia portuguesa zuordnen lassen, doch war die Ära der Comédia à portuguesa als vorherrschendes Genre nun endgültig vorbei.
Auch nach der Neuorientierung des portugiesischen Films nach 1974, als nach einer ersten Phase des politischen und emanzipatorischen Films auch wieder Komödien gedreht wurden, erlebte die Comédia portuguesa keine Wiederbelebung, gleichwohl einige Filme erfolgreich vage daran anknüpften, etwa Kilas, o Mau da Fita (1980) oder die Remakes klassischer Comédias portuguesas in den 2010er Jahren.

## Rezeption
Die zu ihrer Zeit enorm erfolgreichen Comédias portuguesas dominierten das damalige portugiesische Filmschaffen. Viele dieser Komödien blieben bis heute populär, werden immer wieder im Fernsehen gezeigt und bisweilen immer noch in der Popkultur zitiert. Zahllose Veröffentlichungen, seit den 1980er Jahren als VHS-Kaufkassetten und später als DVDs, hielten die Filme ebenfalls in der breiten Öffentlichkeit in Erinnerung.
Die systemstützende Wirkung der Filme bestimmte lange Zeit die Bewertung der Comédias portuguesas, und erst Jahre nach der tiefgreifenden Nelkenrevolution 1974 begann die Kritik, die Werke mit ihren Stärken und Schwächen neu zu bewerten. Dies ermöglichte danach auch Neuverfilmungen einiger der Komödien, zu nennen insbesondere die erfolgreichen Remakes bekannter Comédias portuguesas, die Regisseur Leonel Vieira an das heutige Portugal anpasste. Zwar nahm die Akzeptanz portugiesischen Filmschaffens in der breiten Bevölkerung dadurch wieder zu, und auch wirtschaftlich waren diese Versuche häufig erfolgreich. So ist das Remake von O Pátio das Cantigas aus dem Jahr 2015 Anfang 2021 noch immer der erfolgreichste portugiesische Film seit Erhebung der Box-Office-Zahlen durch die staatliche ICA seit 2004.
Dennoch bleibt der allgemeine Geschmack auch in Portugal weiter vom internationalen Filmgeschäft bestimmt, und es erfolgte bislang keine dauerhafte Wiederbelebung des Genres. So bleibt das portugiesische Filmschaffen weiterhin durch den anspruchsvollen Autorenfilm geprägt und hält die Comédia portuguesa nur als Erinnerung an eine bedeutende Phase der eigenen Filmgeschichte wach.

## Die wichtigsten Filme der Comédia portuguesa

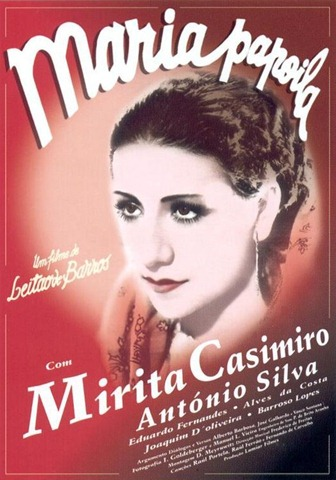
Filmplakat zu Maria Papoila (1937)

- 1933: Das Lied von Lissabon (A Canção de Lisboa), Regie: José Ângelo Cottinelli Telmo
- 1937: Maria Papoila, Regie: José Leitão de Barros
- 1938: Aldeia da Roupa Branca, Regie: Chianca de Garcia
- 1940: João Ratão, Regie: Jorge Brum do Canto
- 1941: O Pai Tirano, Regie: António Lopes Ribeiro
- 1942: O Pátio das Cantigas, Regie: Francisco Ribeiro, „O Ribeirinho“
- 1943: O Costa do Castelo, Regie: Arthur Duarte
- 1944: A Menina da Rádio, Regie: Arthur Duarte
- 1945: A Vizinha do Lado, Regie: António Lopes Ribeiro
- 1947: O Leão da Estrela, Regie: Arthur Duarte
- 1950: O Grande Elias, Regie: Arthur Duarte
- 1951: Sonhar É Fácil, Regie: Perdigão Queiroga
- 1952: Os Trés da Vida Airada, Regie: Perdigão Queiroga
- 1953: Rosa de Alfama, Regie: Henrique Campos (nicht ausschließlich dem Genre zuzuordnen)
- 1958: A Costureirinha da Sé, Regie: Manuel Guimarães

Die gleichermaßen erfolgreichen Filme Capas Negras von Armando de Miranda und Fado, História d’uma Cantadeira von Perdigão Queiroga zeigten 1947 viele Merkmale der Comédia portuguesa, allerdings stehen sie hier mit den Merkmalen eines Musikfilms und eines Filmdramas gleichberechtigt nebeneinander, so dass sie beide dem Genre nur am Rande zugeordnet werden können.
Aniki Bóbó von Manoel de Oliveiras wurde 1942 im Umfeld der Comédia portuguesa vermarktet, zeigte aber kaum Merkmale des Genres und erreichte sein Publikum als früher Versuch eines neorealistischen Kinos nicht. Erst die spätere Filmkritik erkannte den Wert des Films.